# Наранхос
Наранхос (исп. Naranjos) — город в Мексике, входит в штат Веракрус. Административный центр муниципалитета Наранхос-Аматлан.

## История
В 1960 году поселение Наранхос получило городской статус (villa). В 1973 году Наранхос стал городом (ciudad).